# Noye
Die Noye ist ein Fluss in Frankreich, der in der Region Hauts-de-France verläuft. Sie entspringt im Gemeindegebiet von Vendeuil-Caply, entwässert generell in Richtung Nordwest bis Nord und mündet nach 33 Kilometern im Gemeindegebiet von Boves als linker Nebenfluss in die Avre.
Auf ihrem Weg durchquert die Noye die Départements Oise und Somme.

## Orte am Fluss
- Vendeuil-Caply
- Breteuil
- Paillart
- La Faloise
- Chaussoy-Epagny
- Ailly-sur-Noye
- Dommartin
- Fouenchamps
- Boves